# Kastell Duiven-Loowaard
Das Kastell Duiven-Loowaard war ein römisches Grenzkastell am Niedergermanischen Limes.

## Lage

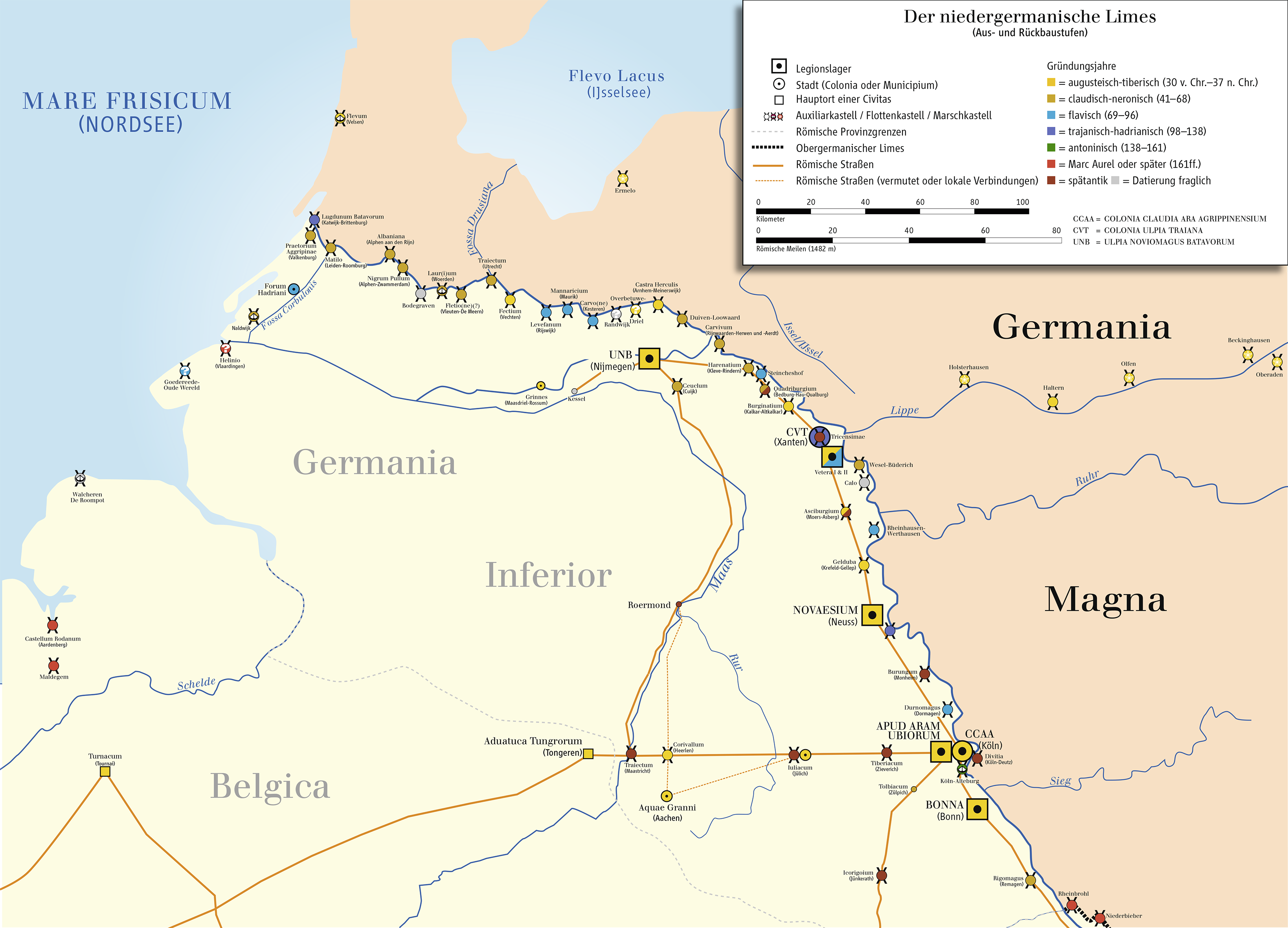
Lage des Kastells Duiven-Loowaard am Niedergermanischen Limes

Der durch Rheinüberflutungen und -unterspülungen inzwischen abgegangene Garnisonsplatz befand sich in römischer Zeit am linken Ufer des Flusses, etwa auf halbem Wege zwischen Carvium (Rijnwaarden-Herwen) und Castra Herculis (Arnhem-Meinerswijk). Die Lage auf einem natürlich entstandenen Deich („Uferwall“, niederländisch: „Oeverwal“) sorgte für eine gute Verbindung mit dem Hinterland. Im heutigen siedlungsgeographischen Bild lag das Lager auf dem Gebiet des zur niederländischen Gemeinde Duiven gehörenden Dorfes Loo in der Provinz Gelderland, etwa einen Kilometer südlich der Ortschaft.

## Befunde und Geschichte
Das Kastell Duiven-Loowaard war ein Auxiliarkastell, das entweder noch unter Caligula ab dem Jahre 40 oder in frühclaudischer Zeit, möglicherweise während der Statthalterschaft des Gnaeus Domitius Corbulo ab dem Jahre 47, gegründet wurde. Der antike Name des Kastells ist nicht bekannt. Ebenfalls unbekannt sind Name und Waffengattung der im Kastell stationierten Auxiliartruppe. Auch die Belegungsdauer ist nicht geklärt, möglicherweise wurde das Lager in spätantiker Zeit, im vierten Jahrhundert, noch einmal neu errichtet. Die Befunde wurden durch den mäandernden Fluss gänzlich weggespült. Nur durch das vornehmlich bei Baggerarbeiten im Zusammenhang mit der Konstruktion des Pannerdensch-Kanals in den 1970er Jahren zu Tage getretene, relativ hohe und eindeutige Fundaufkommen (gallo-römische Keramik, Tuff, Ziegel, militärische Graffiti, Bronzegefäße, Pferdegeschirr) konnte das Lager einigermaßen lokalisiert und datiert werden. Die Zusammensetzung des Fundmaterials weist auf eine militärische Nutzung des Platzes hin, bei dessen Errichtung möglicherweise Truppen aus Vetera (Xanten) als Pioniere eingesetzt waren. Zusätzliche Funde aus dem vierten Jahrhundert lassen es möglich erscheinen, dass der Platz in dieser Zeit immer noch oder erneut militärisch genutzt wurde.
Nach dem Abzug der Römer nutzten die Franken den Siedlungsplatz noch bis ins siebte Jahrhundert. In dieser Zeit oder bald darauf wurde das Gelände schließlich vom Rhein weg gespült.